# Shangdu (Yuan-Dynastie)
Koordinaten: 42° 21′ 35″ N, 116° 10′ 45″ O

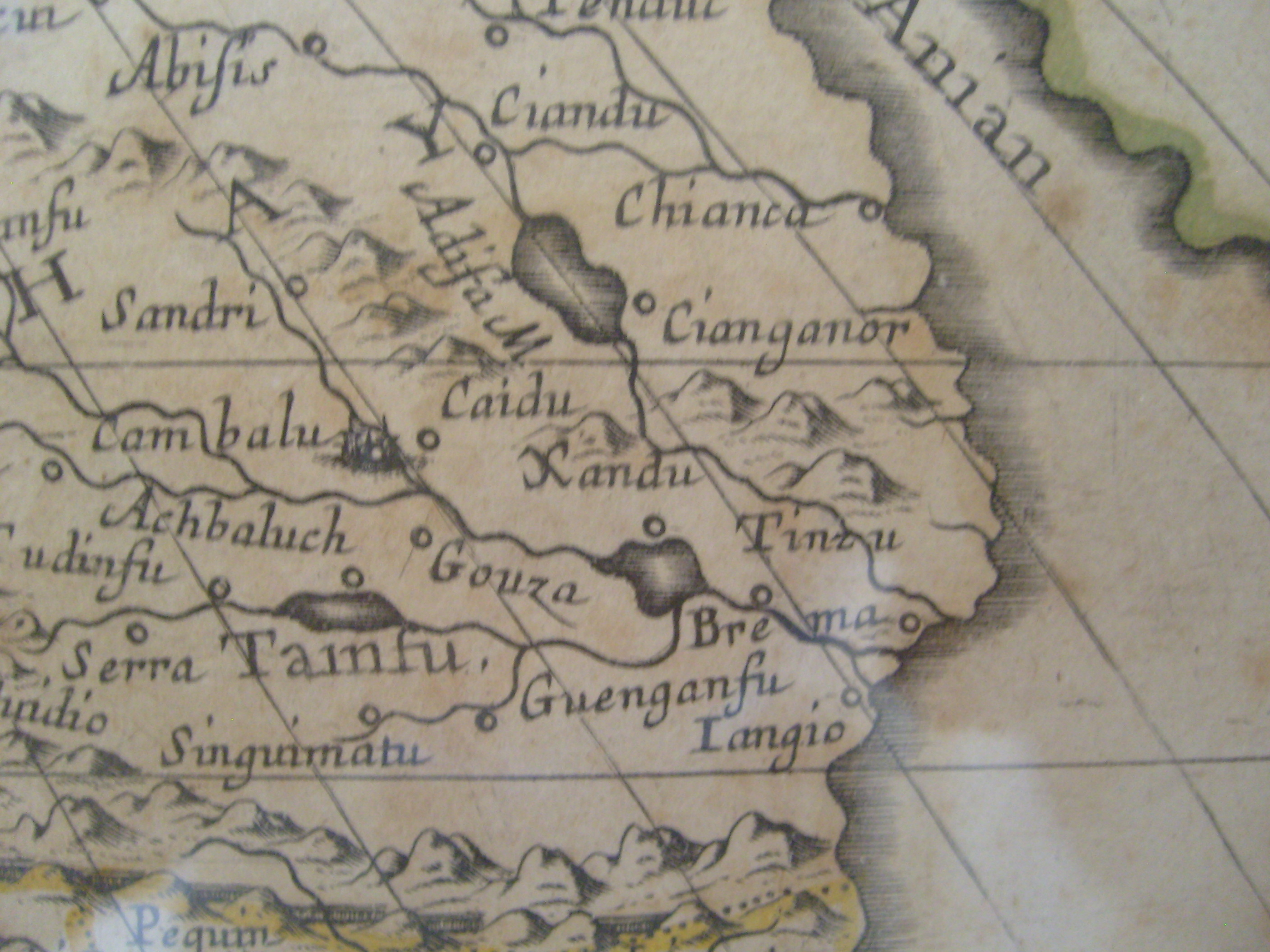
Shangdu (Ciandu) auf einer Karte des französischen Geographen Nicolas Sanson, um 1650

Shangdu (chinesisch: 上都, Shàngdū oder auch 元上都 Yuán Shàngdū), bekannt auch als Xanadu, war während der mongolischen Yuan-Dynastie die Sommer-Residenzstadt Kublai Khans, des Kaisers von China. Sie wurde 1256 angelegt. Das frühe westliche Wissen über Shangdu geht auf einen angeblichen Besuch durch Marco Polo im Jahr 1275 zurück. 1369 wurde Shangdu von Ming-Truppen erobert und anschließend völlig zerstört. Der letzte mongolische Kaiser Chinas, Togan Temur, konnte der Stadt zuvor noch entfliehen. Die Ruinen der ehemaligen Stadt wurden teils freigelegt, archäologisch untersucht und der Öffentlichkeit als Freilichtmuseum zugänglich gemacht. Die Ruinen wurden als UNESCO-Weltkulturerbe anerkannt.

## Lage
Die Ruinenstätte Shangdus liegt heute etwa 29 km nordöstlich von Duolun am Ufer des Luan He, der hier, wo er einen Bogen durch die Innere Mongolei zieht, Shandian He (闪电河) heißt. Sie befindet sich außerdem im Verwaltungsgebiet der Staatlichen Viehzuchtfarm Wuyi an der Nordostgrenze des Verwaltungsgebiets der Großgemeinde Shangdu im Zhenglan-Banner des Aimag Xilin Gol der Inneren Mongolei, Volksrepublik China.

## Weltkulturerbestätte
Im Jahr 2012 wurden die Ruinen von Shangdu von der UNESCO unter dem Titel Site of Xanadu, auf Deutsch „Ruinenstätte Xanadu“ in die Liste des Weltkulturerbes aufgenommen. Im Antrag wird dies mit vier Kriterien begründet: Die Ruinen zeigen eine Stadtplanung, welche die Integration der Kultur der Mongolen und der Han verdeutlicht, sie stehen für die Übernahme der Kultur und des politischen Systems der Eroberten durch den Eroberer Kublai Khan, sie verdeutlichen zusammen mit der umgebenden Landschaft und den ehemaligen Gärten die Symbiose von nomadischer Kultur und Landwirtschaft und sie erinnern an die Rolle der Stadt als Austragungsort einer großen Debatte zwischen Buddhisten und Taoisten im 13. Jahrhundert, welche die Verbreitung des tibetischen Buddhismus in Nordostasien zur Folge hatte.

## Rezeption Shangdus im Westen als „Xanadu“

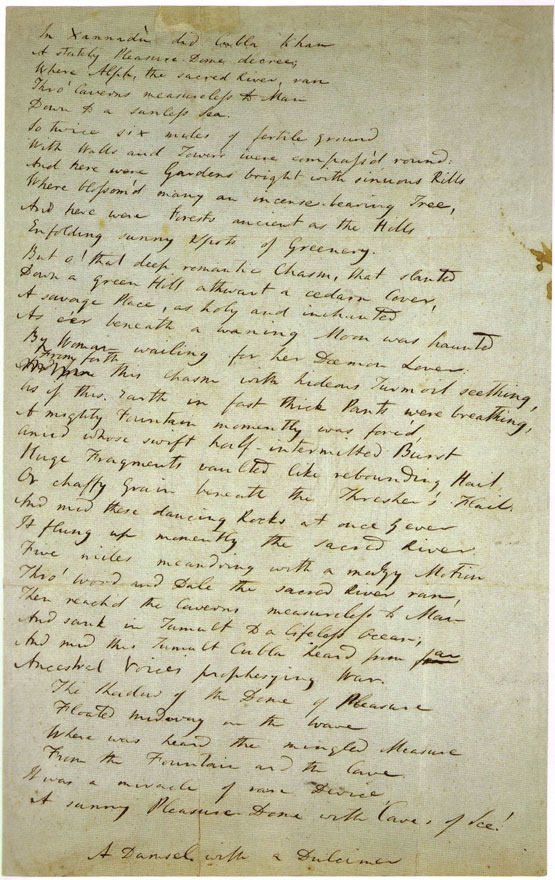
Manuskript des Gedichts Kubla Khan von Samuel Taylor Coleridge

Im Westen ist die Stadt auch unter dem Namen Xanadu bekannt, der auf das 1816 veröffentlichte Gedicht Kubla Khan des romantischen englischen Dichters Samuel Taylor Coleridge zurückgeht. Dessen erste Strophe lautet:
In Xanadu did Kubla Khan
A stately pleasure-dome decree:
Where Alph, the sacred river, ran
Through caverns measureless to man
Down to a sunless sea.
In deutscher Nachdichtung von Wolfgang Breitwieser:
In Xanadu schuf Kubla Khan
Ein Lustschloß, stolz und kuppelschwer:
Wo Alph, der Fluß des Heiles, rann
Durch Höhlen, die kein Mensch ermessen kann,
In sonnenloses Meer.

## (Pop-)kulturelle Rezeption
Architektur

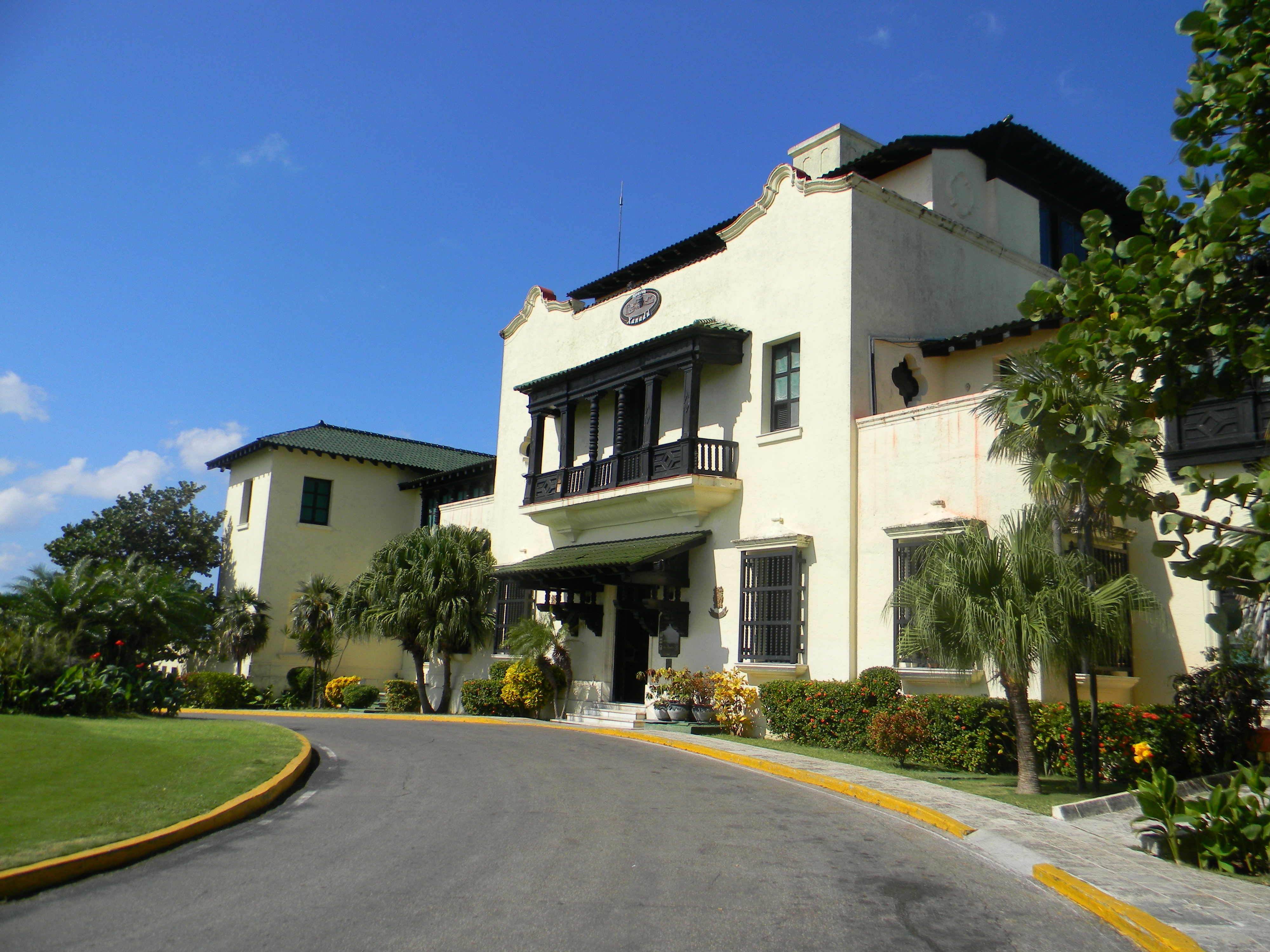
Xanadu Mansion in Varadero

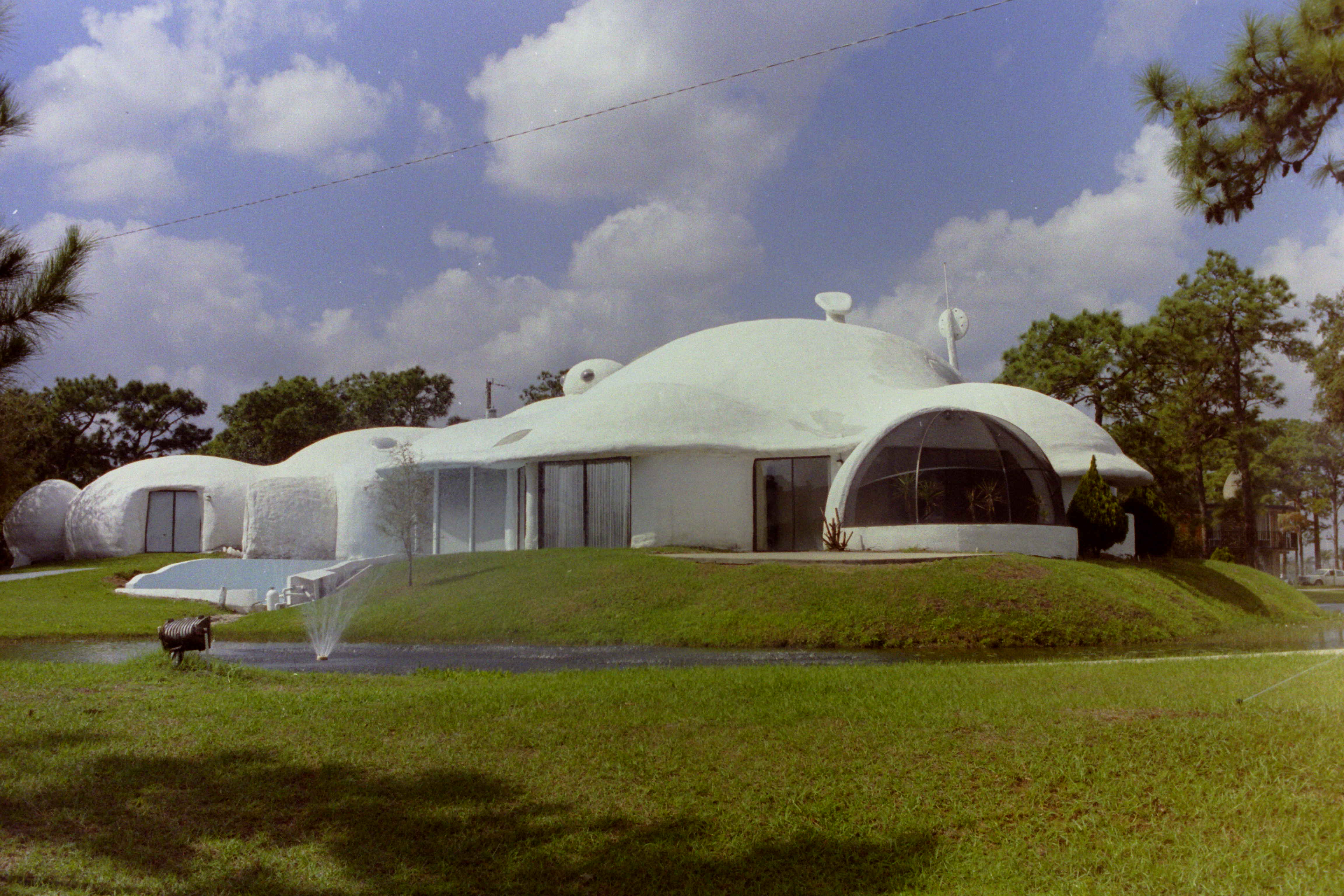
Xanadu-Haus in Kissimmee (Florida)

- Der Waffenhersteller und Chemiker Irénée du Pont nannte seine in den 1920er-Jahren erbaute Villa in Varadero (Kuba) Xanadu Mansion. Heute ist das Haus ein Hotel und Nobelrestaurant.
- Xanadu-Häuser: Eine Serie von drei experimentellen Wohngebäuden in den USA in den frühen 1980er Jahren (heute abgegangen). Die Objekte sollten modernste Baustoffe und Techniken zur Heimautomatisierung demonstrieren.
- Ein 2003 eröffnetes Einkaufs- und Vergnügungszentrum in der Nähe von Madrid heißt Xanadú.

Film

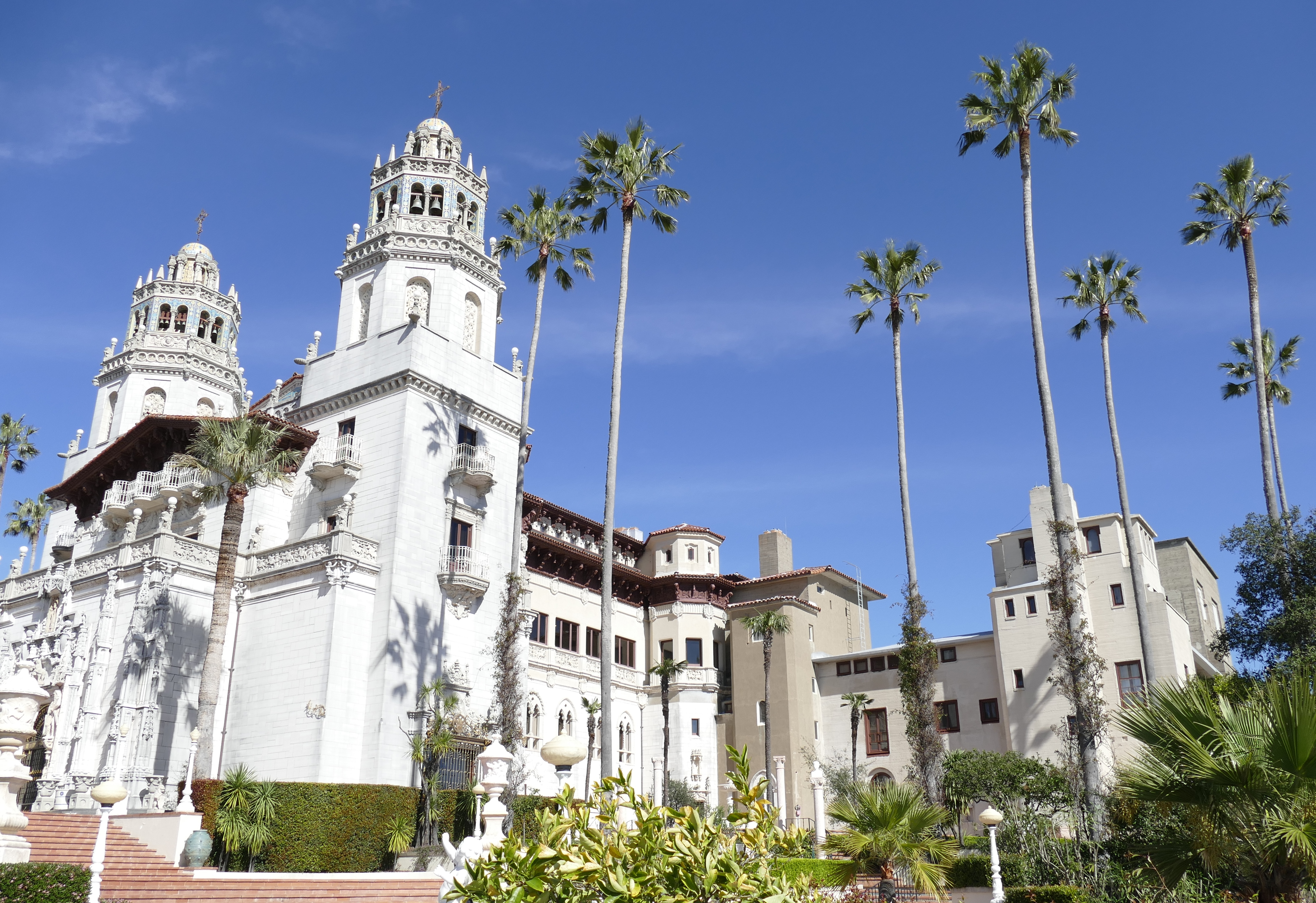
Hearst Castle, das reale Vorbild für das Schloss Xanadu im Film Citizen Kane

- Als Wohlstandssymbol fand der Name Eingang in Orson Welles’ Film Citizen Kane (1941), dessen Protagonist sein mit Antiquitäten angefülltes Schloss Xanadu nannte. Reales Vorbild für dieses war das Hearst Castle des Medienunternehmers William Randolph Hearst in Kalifornien.
- In dem Spielfilm Nordsee ist Mordsee (1976, Regie und Drehbuch: Hark Bohm) trägt das von den Jungen gebaute Floß den Namen Xanadu[4]
- Im Musikfilm Xanadu (1980), in dem das titelgebende Tanzlokal so benannt ist, wird das Gedicht ebenfalls zitiert.
- Im Psychothriller Sanctum 3D (2011) wird das genannte Gedicht mehrfach passend vorgetragen.

Belletristik
- Der Essay El sueño de Coleridge (Coleridges Traum) von Jorge Luis Borges (1951) bezieht sich auf das Xanadu-Gedicht.
- Cordwainer Smith bezieht sich in der Science-Fiction-Kurzgeschichte Down to a Sunless Sea (1975) im Rahmen der „Instrumentalität der Menschheit“ auf Coleridges Werk.
- Douglas Adams zitiert Coleridges Gedicht im sechsten Kapitel von Der elektrische Mönch (1987).
- In Tad Williams’ Buchreihe Otherland (1996–2001) existiert Xanadu als eine der virtuellen Welten, die als Rückzugsort machtbesessener Menschen auf der Suche nach Unsterblichkeit angelegt wurden.
- Der österreichische Autor Wilfried Steiner greift mit seinem 2003 erschienenen Roman Der Weg nach Xanadu die Thematik auf.

Musik
- Dave Dee, Dozy, Beaky, Mick & Tich hatten 1968 einen Hit mit dem Lied The Legend of Xanadu.
- Die kanadische Rockgruppe Rush brachte 1977 ihr Album A Farewell to Kings heraus, darauf u. a. ein elfminütiges Stück Xanadu, basierend auf Coleridges Gedicht.
- Electric Light Orchestra brachte 1980 Xanadu (einen Soundtrack, sozusagen ein „halbes“ Studioalbum) mit Olivia Newton-John heraus. Die deutsche Version dieses Liedes sang Ireen Sheer.
- Im Jahr 1984 inspirierte der Begriff die Popgruppe Frankie Goes to Hollywood bei der Namensgebung ihres Debütalbums Welcome to the Pleasuredome, das dank einer Million Vorbestellungen direkt auf Platz 1 der UK-Albumcharts einstieg. Auch in der Anfang 1985 ausgekoppelten gleichnamigen Single wird auf Xanadu und Kublai Khan Bezug genommen.

Comic
- Madame Xanadu ist eine Figur in den DC Comics. Sie hat ihren ersten Auftritt im Band Doorway to Nightmare #1 (1978).
- Xanadu kommt auch im Onkel-Dagobert-Band Nr. 8 von Don Rosa (1991), in der Geschichte Wiedersehen mit Tralla La, vor.

Informatik
- Xanadu ist Namensgeber des Hypertext-Projektes von Ted Nelson 1960 mit dem Versuch, eine universale Bibliothek mit zahllosen miteinander vernetzten Dokumenten entstehen zu lassen.

Videospiele
- Das 1985 erschienene Videospiel Xanadu ist der zweite Teil der Action-Rollenspiel-Serie Dragon Slayer.
- Das Action-Adventure-Spiel Faxanadu von 1987 ist ein Ableger des eben genannten für Nintendo Famicom bzw. NES.
- Im Computerspiel GTA 2 (1999) heißt das Hauptquartier der Zaibatsu-Corporation im Downtown-District ebenfalls Xanadu.
- Im Computerspiel Ni no Kuni: Der Fluch der Weißen Königin (2011) heißt ein gefallenes Königreich Xanadu.
- Im Computerspiel Tokyo Xanadu (2015) heißt der Club des Protagonisten Xanadu Research Club.

Astronomie
- Eine Region auf dem Saturnmond Titan wird Xanadu genannt.